# Angela Cook
Angela Cook (* 17. September 1953) ist eine ehemalige australische Mittel- und Langstreckenläuferin.
Beim Leichtathletik-Weltcup 1977 in Düsseldorf wurde sie Fünfte über 3000 m.
1978 wurde sie bei den Commonwealth Games in Edmonton Achte über 1500 m und Sechste über 3000 m.
1975 und 1977 wurde sie Australische Meisterin über 1500 m und 1975 über 3000 m. Im Gehen holte sie 1968 den nationalen Titel über 3 km und 1969 über 1500 m.

## Persönliche Bestzeiten
- 1500 m: 4:13,2 min, 24. Januar 1976, Wellington
- 3000 m: 9:07,8 min, 20. März 1979, Melbourne (ehemaliger australischer Rekord)